# Bintulu
Bintulu è una città della Malaysia, situata nello Stato di Sarawak, nell'isola di Borneo. Con una popolazione di 114 058 abitanti (dato 2010), Bintulu è il capoluogo dell'omonimo distretto.

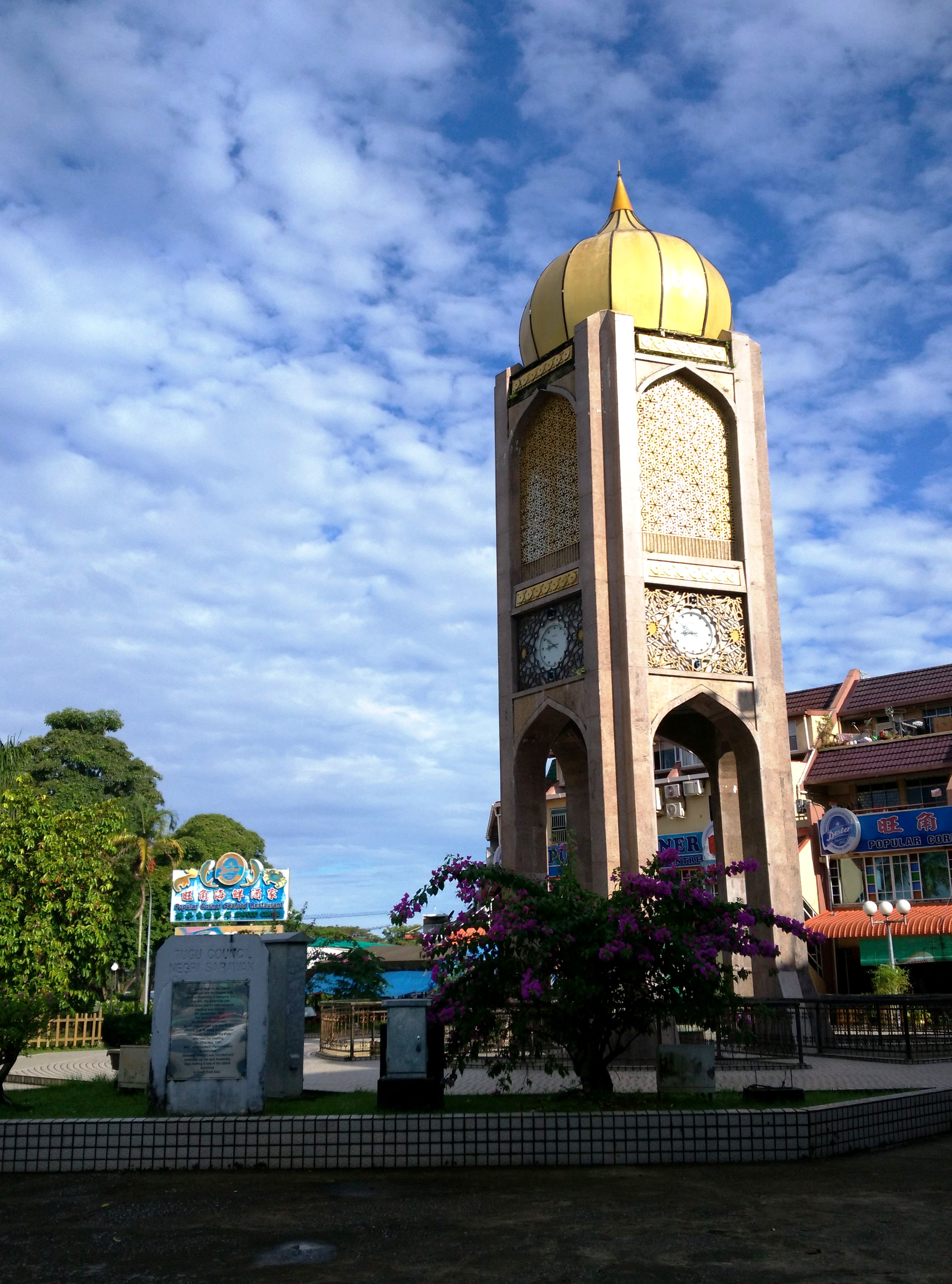
Il monumento del Consiglio Negri, eretto in ricordo della prima riunione del consiglio legislativo del 1867

Bintulu era un piccolo villaggio di pescatori quando Rajah James Brooke lo acquisì nel 1861 dal sultano Momon Abdul, incorporandolo nel regno di Sarawak. L'anno seguente Brooke vi costruì un forte. Nel 1867 a Bintulu fu convocata la prima riunione del Consiglio Generale (ora Assemblea Legislativa dello Stato del Sarawak), che fu il primo ente legislativo statale in Malesia. Nel 1934 venne avviata la costruzione della prima pista di atterraggio a Bintulu ma i lavori furono sostesi nel 1938 per difficoltà finanziarie. Durante la seconda guerra mondiale, la pista di atterraggio venne stata pesantemente bombardata dalle forze alleate. Successivamente gli inglesi ricostruirono la pista di atterraggio, che divenne pienamente operativa nel 1955. Il vecchio aeroporto fu sostituito da un nuovo aeroporto nel 2002. Bintulu rimase un modesto villaggio di pescatori fino al 1969 quando furono scoperte riserve di petrolio e gas al largo della costa. Da allora, Bintulu è diventata un centro industriale dove si trovano un impianto di GNL, un impianto Fischer-Tropsch della Shell e una centrale termoelettrica a ciclo combinato. L'economia si basa anche su piantagioni di palma da olio con la relativa produzione di olio di palma e sulla produzione di cemento. Il porto di Bintulu è il più trafficato del Sarawak.
Tra le attrazioni turistiche di Bintulu ci sono il parco nazionale di Similajau, il parco di Tumbina, la spiaggia di Tanjung Batu, il villaggio di Jepak, il tempio di Kuan Yin Tong, la moschea di Assyakirin, il monumento del Consiglio Negri (che commemora la prima riunione del consiglio legislativo di Sarawak tenutasi nel 1867 a Bintulu), Tamu Bintulu e il mercato di Pasar Utama. Annualmente vi si tiene il Borneo International Kite Festival.
Dal 1865 al 1868, il botanico italiano Odoardo Beccari visitò Borneo e Nuova Guinea. Arrivato a Gumuna il 13 agosto 1867, annotò che c'erano diversi commercianti cinesi a Bintulu, molti dei quali parlavano il dialetto Chaozhou.